# Sofia Barbosa (youtuber)
Sofia Barbosa (Porto, 17 de fevereiro de 2000) é uma youtuber e influenciadora digital portuguesa.

## Carreira
Sofia Barbosa criou um canal no Youtube, SofiaBBeauty, quando tinha 12 anos, centrando-se em temas como a moda e a maquilhagem.
Ao longo dos anos, tornou-se numa das mais populares criadoras de conteúdo portuguesas. Em 2018, muda o nome do seu canal para Sofia Barbosa, criando uma nova imagem para o seu canal. À data de maio de 2021, reúne mais de seiscentos mil seguidores, repartidos entre o seu canal do Youtube e as contas nas redes sociais Instagram e Twitter.